# Nicola Fairbrother
Nicola Fairbrother (* 14. Mai 1970 in Henley-on-Thames, Oxfordshire, England) ist eine britische Judoka.

## Leben
Bei den Olympischen Sommerspielen 1992 in Barcelona gewann sie die Silbermedaille in der Gewichtsklasse bis 56 Kilogramm.  Bei den Judo-Weltmeisterschaften erreichte sie 1991 in Barcelona die Bronzemedaille und 1993 in Hamilton die Goldmedaille in der Gewichtsklasse bis 56 Kilogramm. Fairbrother ist mit der spanischen Judoka und Politikerin Míriam Blasco verheiratet.